# Kyle Cumiskey
Kyle Cumiskey (* 2. Dezember 1986 in Abbotsford, British Columbia) ist ein kanadischer Eishockeyspieler, der zuletzt bis zum Ende der Saison 2024/25 bei der Düsseldorfer EG aus der Deutschen Eishockey Liga (DEL) unter Vertrag gestanden und dort auf der Position des Verteidigers gespielt hat. Mit den Chicago Blackhawks aus der National Hockey League (NHL) gewann Cumiskey in den Playoffs 2015 den Stanley Cup.

## Karriere
Cumiskey begann seine Profikarriere bei den Kelowna Rockets in der kanadischen Juniorenliga Western Hockey League (WHL), nachdem er zuvor eine Spielzeit bei den Penticton Panthers in der British Columbia Hockey League (BCHL) verbracht hatte. Beim NHL Entry Draft 2005 wurde der Verteidiger in der siebten Runde an insgesamt 222. Position von der Colorado Avalanche ausgewählt.

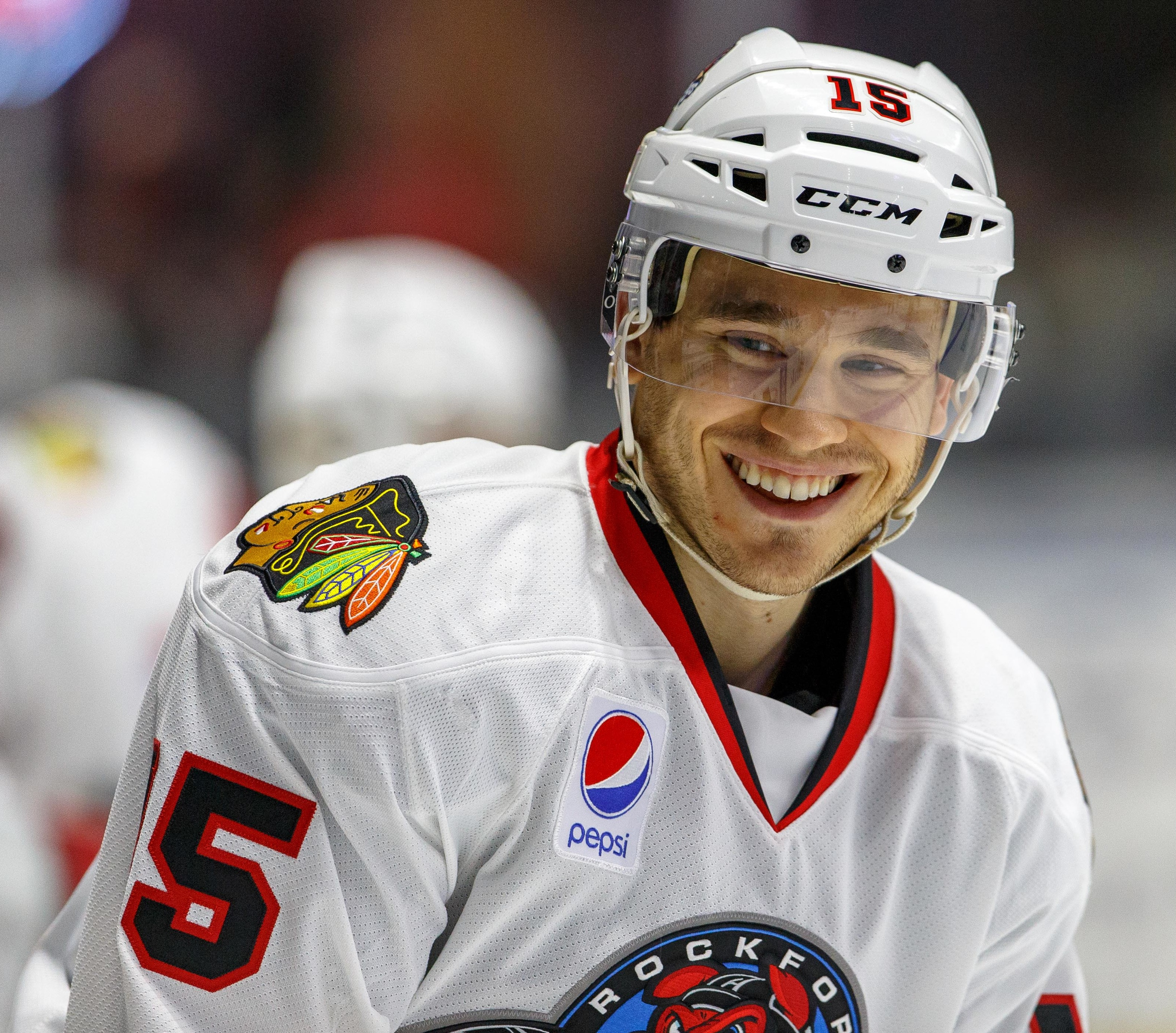
Cumiksey im Trikot der Rockford IceHogs (2015)

In der Saison 2006/07 wurde der Linksschütze von den Avalanche bei den Albany River Rats, einem Farmteam in der American Hockey League (AHL), eingesetzt, außerdem absolvierte er seine ersten Einsätze in der National Hockey League (NHL) für das Franchise aus Denver. Zur Spielzeit 2007/08 wurde Cumiskey erneut in den Kader der Avalanche berufen, die ihn jedoch nach 38 Einsätzen zu den Lake Erie Monsters, einem weiteren Farmteam in der AHL, zurückschickten. Der Verteidiger avancierte in der Spielzeit 2009/10 zum Stammspieler der Avalanche; so absolvierte er 61 Spiele in der regulären Saison, in denen er sieben Tore und 20 Punkte erzielte. In den Playoffs schied er mit Colorado in der ersten Runde gegen die San Jose Sharks aus. Cumiskey kam in allen sechs Spielen zum Einsatz und erzielte ein Tor und einen Assist. In der folgenden Saison fiel Cumiskey früh in der Saison auf Grund eines Schädel-Hirn-Traumas aus und fehlte seinem Team für 34 Spiele. Nach seiner Rückkehr zur Mannschaft im Januar 2011 absolvierte der Spieler noch sieben Spiele, bevor er ein Schleudertrauma erlitt und für den Rest der Saison ausfiel. Vor Beginn der NHL-Saison 2011/12 unterschrieb der Abwehrspieler einen neuen Einjahresvertrag bei der Avalanche.
Im Oktober 2011 wurde Cumiskey zu den Anaheim Ducks transferiert, die Colorado Avalanche erhielt im Gegenzug den Spieler Jake Newton sowie ein Siebtrunden-Wahlrecht für den NHL Entry Draft 2013. Drei Tage darauf wurde der Verteidiger zu Anaheims Farmteam, den Syracuse Crunch aus der AHL, geschickt. Nachdem Cumiskey die Spielzeit 2011/12 ausschließlich in der AHL verbracht hatte, unterschrieb er im Juli 2012 einen Einjahresvertrag bei MODO Hockey aus der schwedischen Elitserien. Im Sommer 2013 schloss er sich erneut den Anaheim Ducks an, konnte sich jedoch in deren Saisonvorbereitung nicht durchsetzen und kehrte daraufhin nach Schweden zurück, um eine weitere Saison bei MODO Hockey zu spielen. Im Juli 2014 wechselte er dann zu den Chicago Blackhawks, die ihn an ihr Farmteam, die Rockford IceHogs, abgaben. Während der Playoffs wurde er zurück zu den Blackhawks gerufen und gewann mit dem Team in der Folge den Stanley Cup.
Nach der Saison 2015/16, die er komplett bei den IceHogs in der AHL verbracht hatte und dabei verletzungsbedingt auf nur 17 Einsätze kam, wechselte Cumiskey abermals nach Schweden und schloss sich im Juli 2016 dem Skellefteå AIK an. Dort stand der Verteidiger in zwölf Spielen auf dem Eis, bevor sein Vertrag aufgrund anhaltender Verletzungsprobleme im Februar 2017 vorzeitig aufgelöst wurde. In der Folge blieb der Kanadier die Spielzeit 2017/18 ohne Vertrag, bis er im Dezember 2018 bis zum Saisonende von den Providence Bruins aus der AHL verpflichtet wurde. Zuvor hatte ein Probevertrag bei den Toronto Marlies nicht zu einem festen Engagement geführt. Im Oktober 2019 spielte er schließlich bei den Binghamton Devils auf Probe vor, die ihn letztlich mit einem festen Vertrag für die Saison 2019/20 ausstatteten.
Anschließend wechselte Cumiskey erneut nach Europa, indem er sich im Dezember 2020 der Düsseldorfer EG aus der Deutschen Eishockey Liga (DEL) anschloss. Der Kanadier entwickelte sich dort schnell zum Stammspieler, sodass sein Vertrag im Mai 2021 um drei Jahre verlängert wurde. In den Spielzeiten 2022/23 und 2023/24 absolvierte er aufgrund eines im September 2022 erlittenen Kreuz- und Innenbandrisses nur 20 Saisonspiele. Am Ende der Spielzeit 2024/25 stieg der Verteidiger mit der DEG in die DEL2 ab.

### International
Mit der kanadischen Nationalmannschaft nahm Cumiskey an der Weltmeisterschaft 2010 in Deutschland teil. Dabei bereitete er in sieben Turnierspielen drei Tore vor. Im Endklassement belegte er mit den Ahornblättern den siebten Platz.

## Erfolge und Auszeichnungen
- 2004 Memorial-Cup-Gewinn mit den Kelowna Rockets
- 2005 President’s-Cup-Gewinn mit den Kelowna Rockets
- 2009 Teilnahme am AHL All-Star Classic
- 2015 Stanley-Cup-Gewinn mit den Chicago Blackhawks

## Karrierestatistik
Stand: Ende der Saison 2024/25

### International
Vertrat Kanada bei:
- Weltmeisterschaft 2010

(Legende zur Spielerstatistik: Sp oder GP = absolvierte Spiele; T oder G = erzielte Tore; V oder A = erzielte Assists; Pkt oder Pts = erzielte Scorerpunkte; SM oder PIM = erhaltene Strafminuten; +/− = Plus/Minus-Bilanz; PP = erzielte Überzahltore; SH = erzielte Unterzahltore; GW = erzielte Siegtore; 1 Play-downs/Relegation; Kursiv: Statistik nicht vollständig)